# شعر یادت نره!
شعر یادت نره! (انگلیسی: Don't Forget the Lyrics!) یک برنامه تلویزیونی بین‌المللی در ایالات متحده و بریتانیا است.
این برنامه ابتدا در شبکه رسانه‌ای فاکس از ۱۱ ژوئیه ۲۰۰۷ تا ۱۹ ژوئن ۲۰۰۹ پخش شد و پس از یک سال در اروپا (اتریش، کرواسی، دانمارک، فرانسه، مجارستان، ایتالیا، نروژ، لهستان، اسلواکی، اسپانیا)، در آسیا (هند، اندونزی، مالزی، سنگاپور، تایوان)، همچنین در استرالیا، کانادا، مصر، مکزیک، نیجریه و… با گرفتن حق پخش کپی برداری شده و با نام‌های مشابه پخش شد.
در این مسابقه، یک شرکت‌کننده تنها به پر کردن شعرهای آهنگ برای افزایش مبلغ جایزه نیاز دارد. پس از هر پاسخ صحیح، می‌تواند بازی را ادامه دهد، خطر از دست دادن آنچه که قبلاً به دست آورده‌است یا از بازی خارج شدن در طول مسابقه وجود دارد تا تمام پول‌هایی که قبلاً به دست آورده‌است، به فینال برساند.
تفاوت اصلی بین «شعر را فراموش نکن!» و دیگر مسابقه‌های موسیقی این است که در این مسابقه استعداد هنری (مانند توانایی آواز خواندن یا رقصیدن به شیوه‌های زیبا و حرفه‌ای) به شرطی که شرکت‌کننده شانس برنده شدن در مسابقات را داشته باشد، بی‌اهمیت است و لازم نیست آن را به خوبی بخوانند؛ بلکه فقط باید آن را درست بخوانند.

## نسخه‌های بین‌المللی
در حال حاضر حق پخش دارد
  حق پخش آن به پایان رسیده‌است.
| کشور                | نام                                                 | مجری                                            | شبکه                             | اولین پخش                    | جایزه نهایی                   | ویکی‌پدیا زبان صفحه             |
| ------------------- | --------------------------------------------------- | ----------------------------------------------- | -------------------------------- | ---------------------------- | ----------------------------- | ------------------------------ |
| اتریش               | Sing & Win                                          | Rainhard Fendrich                               | ATV                              | ۶ مارس ۲۰۰۸                  | ۵۰٬۰۰۰ یورو                   |                                |
| کانادا              | Don't Forget the Lyrics!                            | Mitchell Musso                                  | MuchMore                         |                              |                               |                                |
| کانادا              | On connaît la chanson!                              | Mario Tessier                                   | TVA                              | ۲۵ سپتامبر ۲۰۱۱              | ۲۰۰٬۰۰۰دلار کانادا            |                                |
| شیلی                | No te olvides de la Canción!!                       | Rafael Araneda                                  | Chilevisión                      |                              | ۲۰٬۰۰۰٬۰۰۰ پزو شیلی           |                                |
| کرواسی              | Ne zaboravi stihove!                                | Igor Mešin                                      | Nova TV                          | ۱۷ مارس ۲۰۰۸                 | ۵۰۰٬۰۰۰ کونا                  |                                |
| دانمارک             | Så det synger                                       | Michael Carøe                                   | TV2                              | ۲۲ مارس ۲۰۰۸                 | ۵۰۰٫۰۰۰ کرون دانمارک          |                                |
| مصر                 | فاکر ولا لأ؟ Faker wella la?                        | Amir Karara                                     | ERT 2 and NTN                    | ۲۰۰۹                         | ۲۵۰٫۰۰۰پوند مصر               |                                |
| فرانسه              | N'oubliez pas les paroles !                         | Nagui                                           | فرانسه ۲                         | دسامبر ۲۰۰۷                  | یورو∞                         | fr:N'oubliez pas les paroles ! |
| یونان               | Δεν εχω λογια Den echo logia                        | Giorgos Kapoutzidis                             | Mega Channel                     | نوامبر ۲۰۱۵                  | ۱۰٬۰۰۰یورو                    |                                |
| مجارستان            | Popdaráló                                           | Kovács Áron                                     | TV2                              | ۱۴ مارس ۲۰۰۸                 | ۳٬۰۰۰٫۰۰۰ فورینت مجارستان     | hu:Popdaráló                   |
| هند                 | Bol Baby Bol                                        | عدنان سامی                                      | Life OK                          | ۹ نوامبر ۲۰۰۷                | ۲٬۵۰۰٬۰۰۰روپیه هند            |                                |
| اندونزی             | Missing Lyrics                                      | Irgi Ahmad Fahrezi                              | Trans TV                         |                              | ۱۰۰٫۰۰۰٫۰۰۰ روپیه اندونزی     |                                |
| ایران               | شعر یادت نره! جای شعر خالی (۲۰۲۰-اکنون)             | امید خلیلی                                      | من‌وتو                            | ۱۴ سپتامبر ۲۰۱۲              | ۱۰٬۰۰۰ دلار آمریکا            |                                |
| اسرائیل             | Sing it                                             | Asi Azar                                        | Channel 2                        |                              |                               |                                |
| ایتالیا             | Canta e Vinci                                       | Amadeus and Checco Zalone                       | Italia 1                         | ۱۸ دسامبر ۲۰۰۷               | ۲۵۰٬۰۰۰یورو                   | it:Canta e Vinci               |
| مالزی               | Jangan Lupa Lirik!                                  | Aznil Nawawi                                    | Astro Ria                        | ۲۵ مه ۲۰۰۸                   | ۱٬۰۰۰٬۰۰۰رینگیت               | ms:Jangan Lupa Lirik           |
| مکزیک               | ¿Te la sabes? Cántala                               | Chuck Pereda                                    | تی‌وی ازتکا                       | ۱۰ اکتبر ۲۰۰۷                | ۵۰۰٬۰۰۰ پزو مکزیک             |                                |
| مونته‌نگرو           | Prave riječi                                        | Nikola Đuričko                                  | TV Vijesti                       | ۲۰۱۲                         | ۵٬۰۰۰یورو                     |                                |
| نیوزیلند            | Don't Forget the Lyrics!                            |                                                 | تلویزیون نیوزیلند                |                              |                               |                                |
| نیجریه              | Don't Forget the Lyrics (Nigeria)                   | Kamal Salau                                     | All Major stations (Nigeria)     | Nov/Dec 2008                 | ۲۰٬۰۰۰٬۰۰۰ نایرا نیجریه       |                                |
| نروژ                | Kan du teksten?                                     | Tshawe Baqwa and Yosef Wolde-Mariam             | TV2                              | آوریل ۲۰۰۸                   | ۵۰۰٬۰۰۰ کرون نروژ             |                                |
| لهستان              | Tak to leciało!                                     | Maciej Miecznikowski                            | TVP2                             | ۹ مارس ۲۰۰۸                  | ۱۵۰٬۰۰۰زلوتی                  | pl:Tak to leciało!             |
| روسیه               | Из Песни Слов Не Выкинешь Iz Pesni Slov Ne Vykinesh | Vyacheslav Manucharov                           | NTV Russian TV channel Pyatnica! | ۳۱ اوت ۲۰۱۳                  | Main prize: Flat in Moscow    |                                |
| سنگاپور             | Don't Forget the Lyrics!                            | Gurmit Singh Adrian Pang (Comic Mayham episode) | MediaCorp Channel 5              | ۲۷ نوامبر ۲۰۰۸               | ۵۰۰٬۰۰۰ دلار سنگاپور          | zh:我要唱下去 (Chinese)        |
| سنگاپور             | 我要唱下去                                          | Zeng Guo Cheng                                  | MediaCorp Channel 8              | ۲۵ اوت ۲۰۰۹                  | ۵۰۰٬۰۰۰ دلار سنگاپور          | zh:我要唱下去 (Chinese)        |
| سنگاپور             | 我要唱下去 (名人版)                                 | Mark Lee                                        | MediaCorp Channel 8              | ۱ ژوئن ۲۰۱۰                  | ۵۰٬۰۰۰ دلار سنگاپور           | zh:我要唱下去 (Chinese)        |
| اسلواکی             | LYRICS - Vyspievaj si milión!                       | Andrej Bičan                                    | TV JOJ                           | ۲۲ فوریه ۲۰۰۸                | ۱۰۰٬۰۰۰نماد یورو              |                                |
| اسپانیا             | ¡No te olvides de la canción!                       | Àngel Llàcer                                    | La Sexta                         | ۲۶ سپتامبر ۲۰۰۸              | ۱۰۰٬۰۰۰نماد یورو              |                                |
| تایوان              | 百萬大歌星 Million Singer                           | Harlem Yu                                       | TTV                              | ۱۰ مه ۲۰۰۸–۱۱ اوت ۲۰۱۲       | ۳۰۰٬۰۰۰ دلار جدید تایوان      | zh:百萬大歌星                  |
| تونس                | لسه فاکر Lessa faker                                | Sami Fehri                                      | El Hiwar El Tounsi               | ۲۲ سپتامبر ۲۰۱۵              | ۲۰٬۰۰۰دینار تونس              |                                |
| بریتانیا            | Don't Forget the Lyrics!                            | Shane Richie                                    | اسکای۱                           | ۱۱ مه ۲۰۰۸                   | ۲۵۰٬۰۰۰ پوند استرلینگ         |                                |
| ایالات متحده آمریکا | Don't Forget the Lyrics!                            | وین بردی (۲۰۰۷–۲۰۰۹)                            | شبکه رسانه‌ای فاکس                | ۱۱ ژوئیه ۲۰۰۷                | ۱٬۰۰۰٫۰۰۰ و ۵۰٬۰۰۰دلار آمریکا |                                |
| ایالات متحده آمریکا | Don't Forget the Lyrics!                            | مارک مک‌گراث (۲۰۱۰–۲۰۱۱)                         | Syndication                      | ۱۵ ژوئن ۲۰۱۰                 | ۱٬۰۰۰٫۰۰۰ و ۵۰٬۰۰۰دلار آمریکا |                                |
| ویتنام              | Trò Chơi Âm Nhạc – Don't Forget the Lyrics          | Nguyên Khang Quốc Minh                          | VTV3                             | ۷ نوامبر ۲۰۱۲–۳۰ دسامبر ۲۰۱۵ | ۱۰۰٬۰۰۰٬۰۰۰ دانگ ویتنام       |                                |

## نسخه فارسی

لوگوی برنامه پخش شده از منوتو

نسخه ایرانی و فارسی این مسابقه با نام شعر یادت نره! از شبکه ماهواره ای فارسی من‌وتو از لندن پخش می‌شود.
حق پخش این برنامه نیز از برنامه اصلی یعنی «don’t forget the lyrics» خریداری شده‌است.
در این مسابقه شرکت کنندگان می‌بایست در ۵ مرحله ادامه یا جاهای خالی ترانه‌ها را از حفظ بخواند. این ترانه‌ها را مجری برنامه (امید خلیلی) انتخاب می‌کند و توسط سحر در سری قبل و ملودی در این سری و سیامک و بهروز خوانده می‌شود.
در زمان یک ساعته، ترانه‌های ایرانی در سبک‌ها و از دوره‌های مختلف برای شرکت کننده‌ها پخش می‌شود و آن‌ها باید متن ترانه را بخاطر بیاورند. برنده نهایی مسابقه شانس برنده شدن جایزه ۱۰۰۰۰ دلاری را دارد.
مسابقه از بخش‌های گوناگونی تشکیل شده و در هر مرحله شرکت کننده‌ای که کمترین امتیاز را کسب کرده از دور مسابقه حذف خواهد شد.
این مسابقه یک جایزه ده هزار دلاری دارد که در مرحله پایانی، فینالیست باید ۵ شعر را تکمیل کند تا به تمام جایزه دست یابد. در غیر اینصورت از میزان جایزه نهایی کسر خواهد شد. همچنین فینالیست ۳ بار فرصت خطا دارد که در فرصت دوم حق انتخاب آهنگ را از میان دو خواننده دارد و در خطای سوم فرصت وی به پایان می‌رسد و بابت هر شعر که تکمیل کرده‌است مبلغ ۵۰۰ دلار دریافت می‌کند.
در سال ۲۰۲۰، این برنامه با عنوان جای شعر خالی تغییرنام داد.